# Rafael Sabatini
Rafael Sabatini (Jesi, 1875. április 29. – Wikon, 1950. február 13.) angol romantikus és kalandregényíró.
Világszerte legismertebb művei: A tenger korbácsa (The Sea Hawk, 1915), Scaramouche (1921), Blood kapitány viszontagságai (Captain Blood a.k.a. Captain Blood: His Odyssey, 1922) és Bellarion the Fortunate (1926).
Összességében 34 könyvet, 8 novellagyűjteményt, 6 életrajzi művet, több színdarabot és megszámlálhatatlanul sok kisnovellát alkotott.
Gyermekkorában Európa több országát is közelről megismerte, és neveltetésének köszönhetően már fiatalkorában legalább hat nyelven beszélt. Ennek köszönhetően később elsődleges források gazdag választékát tudta felhasználni történetei háttérkutatásához. Így tudta a könyveiben életre keltett karaktereken és a körülmények precíz leírásán keresztül valóssá, hitelessé és színessé tenni olvasói számára az adott kort, ahol aztán gazdagon megrajzolt karakterei valós helyszíneken megannyi kalandot éltek át. 
Történelmi munkáiról, mint például Borgia Caesar élete (The Life of Cesare Borgia, 1912) vagy a The Historical Nights' Entertainments sorozat, így vallott: „….azt a feladatot tűztem ki magam elé, hogy a lehető legpontosabban, és a fennmaradt feljegyzések minden részletét felhasználva rekonstruáljak többé-kevésbé híres eseményeket." ... 
„… a történelem által szürkére hagyott körvonalakat színekkel töltsem ki, ügyelve arra, hogy ezek a színek a lehető leghűbbek maradjanak az eredeti eseményhez.”

## Életrajz
Rafael Sabatini szülei sikeres operaénekesek voltak. Anyja a zongoraművészként is kiemelkedő angol Anna Trafford, apja pedig az olasz származású Vincenzo Sabatini volt.
Szülei sokat utaztak, így végül kisgyermekként anyai nagyapjánál nevelkedett Angliában, majd az iskoláit Portoban, később a svájci Zugban végezte el, így óhatatlanul is megismerkedett különböző nyelvekkel. Mire tizenhét évesen végleg letelepedett Angliában, már öt nyelven beszélt folyékonyan. Letelepedése után tökéletesítette angol nyelvtudását is, és ezt a nyelvet választotta az íráshoz, mert mint mondta: „a legjobb történeteket mind angolul írták”.
Rövid időre kipróbálta magát az üzleti világban, de aztán inkább az írást választotta, 1902-ben jelent meg az első novellája. 1905-ben megnősült, Ruth Goad Dixont, egy liverpooli kereskedő lányát vette el. Az írásban rövid megszakítás történt, hiszen az első világháborúban a brit hírszerzésnek dolgozott, majd 1918-ban felvette az angol állampolgárságot. Negyedszázadnyi kemény munka után jött el az első átütő siker, amit az 1921-ben megjelent Scaramouche hozott el neki. A francia forradalom idejében játszódó romantikus történet nemzetközileg is ismertté tette a nevét. A következő nemzetközileg is átütő sikerkönyv az 1922-ben kiadott Blood kapitány viszontagságai (Captain Blood).
A nyomdákat elárasztották az utánnyomási rendelések az összes korábban már kiadott művére, amelyek közül a legsikeresebbnek az 1915-ben kiadott A tenger korbácsa (The Sea Hawk) bizonyult.
Rafael Sabatini termékeny író volt, évente új könyvvel lepte meg olvasóit, és népszerűsége semmit sem csökkent az elkövetkező évtizedekben.
Több könyvét is megfilmesítették a néma filmek időszakában, majd a hangos filmek eljövetelével a Blood kapitány viszontagságai (Captain Blood) 1935-ben, A tenger korbácsa (The Sea Hawk) 1940-ben, Scaramouche pedig 1952-ben újra a filmvászonra került. Egy korai könyve, a Bardelys the Magnificent, amit King Vidor rendezésében még 1926-ban filmesítettek meg, korunkban újabb hírnévre tett szert, mint a híres „elveszett film”. 2006-ban Franciaországban, egy híján az összes filmtekercset megtalálták, a film restaurálását 2008-ra befejezték. 2020 februárjában, megemlékezésképp King Vidor kiemelkedő munkásságáért, a filmet a 70. Berlini Nemzetközi Filmfesztiválon mutatták be.
Sabatininak még két könyve maradt meg örökségül némafilmen. Az egyik az 1923-ban megjelenő Rex Ingram rendezte Scaramouche Ramón Novarro főszereplésével, a másik az 1924-ben megjelenő A tenger korbácsa (The Sea Hawk) Frank Lloyd rendezésében, Milton Sills főszereplésével. Az 1940-ben gyártott film The Sea Hawk, Errol Flynn főszereplésével már nem ugyanaz a történet, de ugyanazt a címet használták. Az 1924-ben készült Blood kapitány viszontagságai (Captain Blood) J. Warren Kerrigan főszereplésével, csak részeiben maradt meg, amit a washingtoni Kongresszusi Könyvtárban őriznek. A The Black Swan-t 1942-ben filmesítették meg, a főszerepben Tyrone Power és Maureen O’Hara játszottak.
Összességében 21 műve jelent meg vagy mozivásznon, vagy mint tévéfilm.

## Magánélete

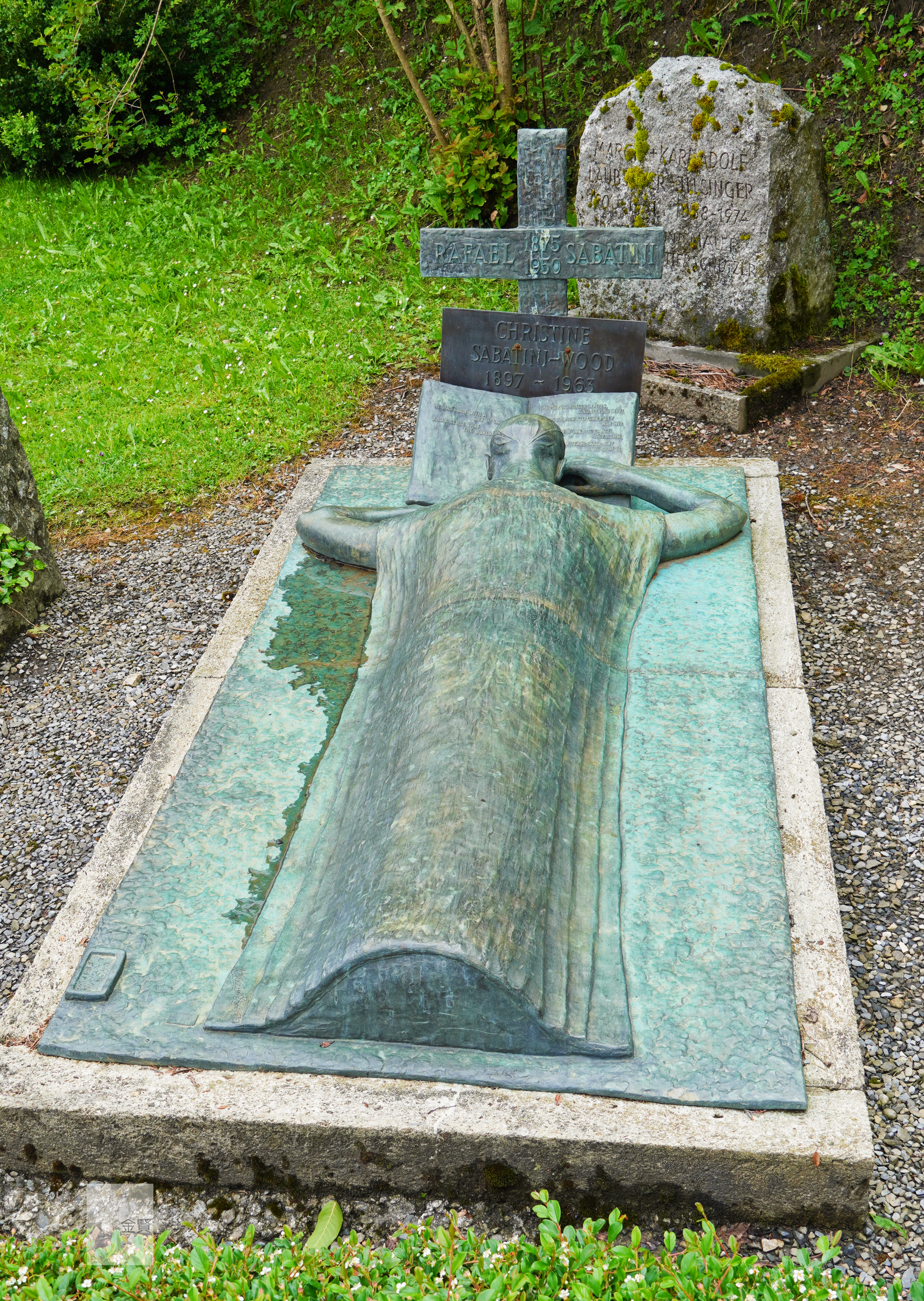
A sírkö Adelbodenben

Rafael Sabatini egyetlen fia 1927. április 1-jén autóbaleset áldozata lett. A házassága nem bírta el ezt a csapást, 1931-ben Sabatini és a felesége, Ruth elváltak. Az író még ugyanabban az évben elköltözött Londonból vidékre, Cliffordba. 1935-ben újra megnősült, a szobrász Christine Dixont, korábbi sógornőjét vette el. Újabb tragédia következett be, amikor Christine fia, Lancelot Steele Dixon 1940-ben repülőgép-balesetben meghalt. A fiú aznap kapta meg az értesítést, hogy felvették a Brit Királyi Légierőkhöz, gépével átrepült a családi ház felett, de elvesztette a kontrollt, és a repülő a nézők szeme láttára felrobbant.
Az 1940-es évekre betegsége miatt már kevesebbet tudott dolgozni, de még így is jó néhány munkája került nyomdába halála előtt. 
1950. február 13-án halt meg Svájcban, Adelbodenben temették el. Sírkövére felesége a Scaramouche első mondatát vésette: ”Olyan ember volt, aki képes az őt körülvevő őrült világ szemébe nevetni."

## Művei

### Sorozatok

#### Scaramouche
- Scaramouche (1921), történet a francia forradalom időszakából, amikor egy francia nemes egy vándorszinész társulatban bujdokolva él, majd később vívómester lesz.
- Scaramouche the King-Maker (1931)

#### Blood kapitány
- Tales of the Brothers of the Main (ez a novellasorozat először a Premier Magazine -ban jelent meg 1920–1921 között) [a]
- Blood kapitány (más néven Captain Blood: His Odyssey, 1922), amelyben a címszereplő megszökik rabszolgaságból, hogy egy kalózhajó-flotta admirálisa legyen. [6]
- Captain Blood Returns (a.k.a. The Chronicles of Blood, 1931) [b] [c]
- The fortunes of Captain Blood (1936)

### Egyéb regények
- Yvonne szerelmesei (más néven The Suitors of Yvonne, 1902)
- The Tavern Knight (1904)
- Bardelys the Magnificent (1906)
- A liliomok taposása (1906)
- Love-At-Arms: Being a narrative excerpted from the chronicles of Urbino during the dominion of the High and Mighty Messer Guidobaldo da Montefeltro (1907)
- The Shame of Motley (1908)
- St. Martin's Summer (also known as The Queen's Messenger, 1909)
- Mistress Wilding (also known as Anthony Wilding, 1910)
- The Lion's Skin (1911)
- The Strolling Saint (1913)
- The Gates of Doom (1914)
- The Sea Hawk (1915), egy Erzsébet-korabeli angol nemes története, aki Berberföld kalózai közé keveredett.
- The Snare (1917)
- Fortune's Fool (1923)
- The Carolinian (1924)
- Bellarion the Fortunate (1926) egy fortélyos fiatalember története, aki belekeveredett a tizenötödik századi Olaszország politikájába.
- The Nuptials of Corbal (1927)
- The Hounds of God (1928)
- The Romantic Prince (1929)
- The Reaping (1929)
- The King's Minion (a.k.a. más néven The Minion, 1930)
- The Black Swan (1932)
- The Stalking Horse (1933)
- Venetian Masque (1934)
- Chivalry (1935)
- The Lost King (1937)
- The Sword of Islam (1939)
- The Marquis of Carabas (a.k.a. Master-At-Arms, 1940)
- Columbus (1941)
- King in Prussia (also known as The Birth of Mischief, 1944)
- The Gamemester (1949)

### Novellagyűjtemények
- The Justice of the Duke (1912)
  - The Honour of Varano
  - The Test Ferrante's jest
  - Gismondi's wage
  - The Snare
  - The Lust of Conquest
  - The pasquinade
- The Banner of the Bull (1915)
- Turbulent Tales (1946)[d]

#### Posztumusz kiadások
- Saga of the Sea (omnibus comprising The Sea Hawk, The Black Swan and Captain Blood, 1953)
- Sinner, Saint And Jester: A Trilogy in Romantic Adventure (omnibus comprising The Snare, The Strolling Saint and The Shame of Motley, 1954)
- In the Shadow of the Guillotine (omnibus comprising Scaramouche, The Marquis of Carabas and The Lost King, 1955)
- A Fair Head of Angling Stories (1989)
- The Fortunes of Casanova and Other Stories (1994, stories originally published 1907–1921 & 1934)
- The Outlaws of Falkensteig (2000, stories originally published 1900–1902)
- The Camisade: And Other Stories of the French Revolution (2001, stories originally published 1900–1916)
- The Evidence of the Sword and Other Mysteries, ed. Jesse Knight (Crippen & Landru, 2006, stories originally published 1898–1916)

### Színdarabok
- Bardelys the Magnificent (with Henry Hamilton)[7]
- Fugitives[7]
- In the Snare (with Leon M. Lion)[7]
- Scaramouche[7]
- The Rattlesnake (also known as The Carolinian, 1922, with J. E. Harold Terry)[7]
- The Tyrant: An Episode in the Career of Cesare Borgia, a Play in Four Acts (1925). Borgia was played by Louis Calhern.[8]

### Antológiák
- A Century of Sea Stories (1935)
- A Century of Historical Stories (1936)

### Történelmi munkák
- The Life of Cesare Borgia (1912)
- Torquemada and the Spanish Inquisition: A History (original edition 1913, revised edition 1930)
- The Historical Nights' Entertainment (1917)[e]
  - The night of Holyrood – The Murder of David Rizzio
  - The night of Kirk O'Field – The Murder of Darnley
  - The night of Bertrayal – Antonio Perez and Philip II of Spain
  - The night of Charity – The Case of the Lady Alice Lisle
  - The night of Massacre – The Story of the Saint Bartholomew
  - The night of Witchcraft – Louis XIV and Madame De Montespan
  - The night of Gems – The "Affairs" Of The Queen's Necklace
  - The night of Terror – The Drownings at Nantes Under Carrier
  - The night of Nuptials – Charles The Bold And Sapphira Danvelt
  - The night of Stranglers – Govanna of Naples And Andreas of Hungary
  - The night of Hate – The Murder of the Duke of Gandia
  - The night of Escape – Casanova's Escape From The Piombi
  - The night of Masquerade – The Assassination of Gustavus III of Sweden
- The Historical Nights' Entertainment – Series 2 (1919)[e]
  - The absolution – Affonso Henriques, first king of Portugal
  - The false Demetrius – Boris Godunov and the pretended son of Ivan the Terrible
  - The hermosa fembra – an episode of the Inquisition in Seville
  - The pastry-cook of Madrigal – the story of the false Sebastian of Portugal
  - The end of the "vert galant" – the assassination of Henry IV
  - The barren wooing – the murder of Amy Robsart
  - Sir Judas – the betrayal of Sir Walter Raleigh
  - His Insolence of Buckingham – George Villiers' courtship of Anne of Austria
  - The path of exile – the fall of Lord Clarendon
  - The tragedy of Herrenhausen – Count Philip Königsmark and the Princess Sophia Dorothea
  - The tyrannicide – Charlotte Corday and Jean Paul Marat
- The Historical Nights' Entertainment – Series 3 (1938)[e]
  - The king's conscience – Henry VIII and Anne Boleyn
  - Jane the queen – The Lady Jane Grey
  - The 'crooked carcase' – Queen Elizabeth and the Earl of Essex
  - The forbidden fruit – The Marriage of the Lady Arabella Stuart
  - The merchant's daughter – Catherine de' Medici and the Guises
  - The king of Paris – The Assassination of Henri de Guise
  - The tragedy of Madame – The End of Henriette d'Angleterre
  - The vagabond queen – Christine of Sweden and the Murder of Monaldeschi
  - The queen's gambit – Maria-Theresa and the Elector of Bavaria
  - The secret adversary – The Rise and Fall of Johann Frederich Struensee
  - Madam Resourceful – Catherine of Russia and Poniatowski
  - The victor of vendémiaire – Barras' Account of Bonaparte's Courtship of La Montansier
- Heroic Lives (1934)

1. ↑  Most of the stories were woven together by the author to form Captain Blood, and two that were not were included in Captain Blood Returns.
2. ↑  N.B. Captain Blood Returns and The Fortunes of Captain Blood are not sequels, but collections of short stories set entirely within the timeframe of the original novel.
3. ↑  One of the stories from this collection, "The Treasure Ship", was reprinted as a standalone paperback in 2004.
4. ↑  Includes several stories about Alessandro Cagliostro, and one connected to Captain Blood.
5. 1 2 3  The Historical Nights' Entertainment stories are 'factions' – truth so far as anyone knows it, embellished with imagination. Some are actually apocryphal, not even history.

## Fordítás
Ez a szócikk részben vagy egészben  a   Rafael Sabatini című angol Wikipédia-szócikk ezen változatának fordításán alapul.  Az eredeti cikk szerkesztőit annak laptörténete sorolja fel. Ez a jelzés csupán a megfogalmazás eredetét és a szerzői jogokat jelzi, nem szolgál a cikkben szereplő információk forrásmegjelöléseként.